# Saint-Jean-Brévelay
 Saint-Jean-Brévelay  (en bretón Sant-Yann-Brevele) es una población y comuna francesa, situada en la región de Bretaña, departamento de Morbihan, en el distrito de Pontivy y cantón de Saint-Jean-Brévelay.

## Demografía
| 1784 | 1873 | 2132 | 2287 | 2354 | 2368 |
| Para los censos de 1962 a 1999 la población legal corresponde a la población sin duplicidades (Fuente: INSEE [Consultar]) |      |      |      |      |      |